# Sainte-Lheurine
Sainte-Lheurine è un comune francese di 519 abitanti situato nel dipartimento della Charente Marittima nella regione della Nuova Aquitania.

## Società

### Evoluzione demografica
Abitanti censiti